# Bistum Wrexham
Das in Großbritannien gelegene Bistum Wrexham (lateinisch Dioecesis Gurecsamiensis, englisch Diocese of Wrexham, walisisch Esgobaeth Wrecsam) ist eine Diözese der römisch-katholischen Kirche mit Sitz in Wrexham.
Das Bistum wurde durch Papst Johannes Paul II. am 12. Februar 1987 aus Gebieten des Bistums Menevia kanonisch errichtet.
Die Diözese gehört zur Kirchenprovinz Cardiff-Menevia und ist dem Erzbistum Cardiff-Menevia als Suffraganbistum unterstellt. Das Diözesangebiet umfasst die Territorien von Aberconwy & Colwyn Anglesey, Denbighshire und Flintshire, Gwynedd, Wrexham und das Gebiet von Montgomery.

## Bischöfe von Wrexham
- James Hannigan (12. Februar 1987–7. März 1994)
- Edwin Regan (7. November 1994–27. Juni 2012)
- Peter Brignall (seit 27. Juni 2012)

## Weblinks

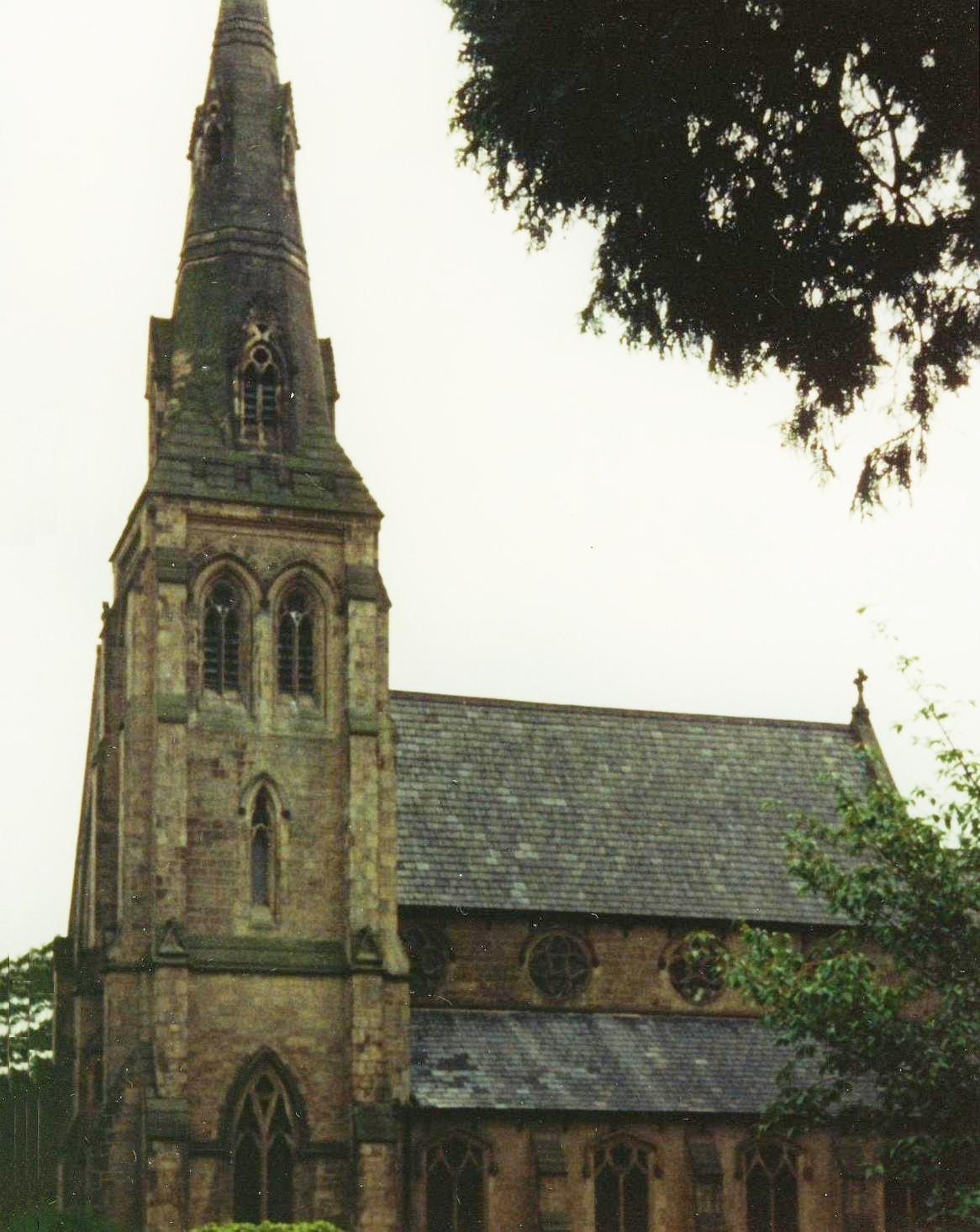
Cathedral of Our Lady of Sorrows in Wrexham